# سورین آورام
سورین آورام (رومانیایی: Sorin Avram; ۲۹ مارس ۱۹۴۳ – ۲۹ سپتامبر ۲۰۱۵) بازیکن فوتبال اهل رومانی بود.
از باشگاه‌هایی که در آن بازی کرده‌است می‌توان به باشگاه فوتبال استوا بخارست اشاره کرد.
وی همچنین در تیم‌های ملی فوتبال زیر ۳ سال رومانی و رومانی بازی کرده‌است.